# Jeremiah Moss
Jeremiah Moss, seudónimo de Griffin Hansbury (nacido en 1971), es un poeta, escritor, psicoanalista, trabajador social y crítico social estadounidense. Fue el autor del blog Jeremiah's Vanishing New York, que funcionó desde 2007 hasta 2022.
Hansbury reveló su identidad como Moss en 2017.

## Primeros años y educación
Moss creció en Massachusetts. Se mudó al East Village de la ciudad de Nueva York cuando tenía 22 años, inspirado por escritores neoyorquinos como Frank O'Hara y J. D. Salinger.
Hansbury obtuvo una maestría en el Programa de Escritura Creativa de la Universidad de Nueva York.

## Jeremiah's Vanishing New York
Moss creó Jeremiah's Vanishing New York en julio de 2007. La primera publicación lamentó la pérdida del emblemático bar clandestino Chumley's en Greenwich Village. El blog narra la rápida evolución del paisaje urbano de la ciudad de Nueva York a través de publicaciones sobre antiguos negocios cerrados o que podrían cerrar. El blog tenía 2.700 publicaciones en abril de 2015.
El nombre Jeremiah Moss proviene del nombre del personaje principal de una novela nunca publicada que Hansbury escribió sobre un residente dispéptico del East Village. Eligió a Jeremiah como un guiño al profeta Jeremías, de quien dijo que “era el profeta de la fatalidad a quien nadie escuchó hasta que fue demasiado tarde”. Decidió no usar su nombre real porque pensó que interrumpiría su trabajo diario.
En 2014, inició un movimiento para salvar el Café Edison, un restaurante de larga trayectoria en West 47th Street popular entre la gente que trabajaba en Broadway. Promovió el hashtag #SaveCafeEdison y organizó "lunch mobs" (flash mobs que pedían comida del restaurante para apoyarlo económicamente). El esfuerzo no tuvo éxito, pero llevó a Moss a comenzar a hacer campaña activamente contra las fuerzas que impulsaban los cambios que él despreciaba, en lugar de simplemente escribir sobre ellos.
Moss aboga por la Ley de Supervivencia de Empleos para Pequeñas Empresas, un proyecto de ley del Ayuntamiento de la Ciudad de Nueva York presentado por primera vez en 1986 que exigiría el arbitraje en la renovación de algunos contratos de arrendamiento comerciales. Él cree que el proyecto de ley evitaría la pérdida de muchas pequeñas empresas.

## Publicaciones
Como Hansbury, publicó Day for Night, una colección de poemas en 2000, y The Nostalgist en 2013, una mirada ficticia a la vida en la ciudad después del 11 de septiembre. En 2017, Moss publicó el libro Vanishing New York: How a Great City Lost Its Soul. El libro detalla la visión de Moss de que el Nueva York contemporáneo está siendo destruido por lo que él llama “hipergentrificación”.
En octubre de 2022, Moss publicó un libro sobre la vida en la ciudad de Nueva York durante la pandemia de COVID-19 titulado Feral City.
 El libro critica la gentrificación de Nueva York.

## Premios y honores
Como Hansbury, Moss recibió becas de la Fundación para las Artes de Nueva York en 1999 y 2005.

## Vida personal
Hansbury es un hombre transgénero que realizó su transición en 1995. Moss ha vivido en un apartamento de alquiler controlado en East Village desde finales de los años 1990.

## Libros
- Vanishing New York: How a Great City Lost Its Soul (Dey Street Books, 2017)
- Feral City (WW Norton, 2022)
- Some Strange Music Draws Me In